# Thecla nivepunctata
Thecla nivepunctata är en fjärilsart som beskrevs av Druce 1907. Thecla nivepunctata ingår i släktet Thecla och familjen juvelvingar. Inga underarter finns listade i Catalogue of Life.